# Превентивни социјални рад
Превентивни социјални рад је пракса социјалног рада усмерена на превенцију сукоба или нежељених понашања и стања. Циљ је оснаживање особа за избегавање или превазилажење предвидљивих, али и неочекиваних проблема у сопственом животу. Превентивна пракса често обухвата и едукативне активности и рад у различитим сферама социјалног живота, посебно у оним са могућим појавама животних криза, деструкције и дезорганизације.